# ハロルド・スミス (撮影監督)
ハロルド・スミス（Harold Smith, 1898年7月7日 - 1965年5月）は、アメリカ合衆国の撮影監督、撮影技師である。ジェイ・マーチャント、アルフレッド・ゴズデンらとともに来日し、阪妻・立花・ユニヴァーサル聯合映画に派遣されたユニヴァーサルの技術者である。

## 人物・来歴
1898年、イリノイ州シカゴで生まれる。
時期は不明であるが、1920年代までにユニヴァーサル・フィルム・マニュファクチュアリング・カンパニー（現在のユニバーサル・ピクチャーズ）に入社し、撮影部に所属する。1916年（大正5年）以来、日本市場に進出していたユニヴァーサルは、1926年（大正15年）9月、独立直後の若手スター俳優阪東妻三郎と組んで、製作会社「阪妻・立花・ユニヴァーサル聯合映画」を日本に設立、カール・レムリが日本に送り込んだスタッフの1人として、監督のジェイ・マーチャント、撮影技師のアルフレッド・ゴズデンらとともに同年10月4日に横浜港に上陸している。1927年（昭和2年）1月28日に公開された山上紀夫監督の『切支丹お蝶』には、移動撮影の技師として、同年2月10日に公開された鈴木重吉監督の『青蛾』には鈴木博と連名で撮影技師として、それぞれクレジットされている。同社は同年5月末には契約解除となり、スミスら技師たちは帰国となった。
帰国翌年の1928年（昭和3年）、エドワード・スローマン監督のサイレント映画『情熱の砂漠』の撮影技師として、ジャクソン・ローズとともに名を連ねている。1929年（昭和4年）に公開されたトーキーによるドキュメンタリー映画 The Devil's Pit の撮影にウィルフレッド・M・クラインとともに名を連ね、同作のサイレント版 Under the Southern Cross は『タランガ』のタイトルで日本でも公開されている。
トーキー時代にも、ユニヴァーサル撮影部の技術者として現場に参加している。1938年（昭和13年）には、日本の田坂具隆監督の『五人の斥候兵』がイタリア民衆文化大臣賞を受賞した第6回ヴェネツィア国際映画祭で、アメリカ合衆国代表の審査員を務めた。
1944年（昭和19年）以降の作品歴はわからない。

## フィルモグラフィ
特筆以外はすべて撮影作である。多くの記録が不明である。
- 『切支丹お蝶』 : 監督・原作・脚本山上紀夫、撮影高城泰策、照明アル・ボックマン、主演五月信子、1927年1月28日公開 - 移動撮影
- 『青蛾』 : 監督鈴木重吉、共同撮影鈴木博、主演英百合子、1927年2月10日公開
- 『情熱の砂漠』 The Foreign Legion : 監督エドワード・スローマン、撮影ジャクソン・ローズ、主演ノーマン・ケリー、1928年6月23日公開 - 撮影[4][5]
- 『タランガ』 The Devil's Pit : 監督ルイス・D・コリンズ、共同撮影ウィルフレッド・M・クライン、ドキュメンタリー、1929年公開 - 撮影[6]
- 『戦慄の殺人』 Mister Dynamite : 監督アラン・クロスランド、撮影ジョージ・ロビンソン、主演エドモンド・ロウ、1935年4月22日公開 - 第二カメラオペレータ（ノンクレジット）
- Follow the Boys : 監督A・エドワード・サザーランド、撮影デイヴィッド・エイベル、主演ジョージ・ラフト、1944年5月5日公開 - 追撮カメラオペレータ（ノンクレジット）

## 関連事項
- ヴェネツィア国際映画祭
- 第6回ヴェネツィア国際映画祭 （en:6th Venice International Film Festival）

## 註
1. 1 2 3 4 5 6 7 8  Harold Smith, Internet Movie Database （英語）, 2010年7月23日閲覧。
2. 1 2  小松弘「モダニズムの成立-一九二七年における日本映画の状況-」『早稲田大学大学院文学研究科紀要. 第3分冊日本文学演劇映像美術史日本語日本文化』第50巻、早稲田大学大学院文学研究科、2004年、25-42頁、CRID 1050282677496040448、hdl:2065/8549、ISSN 1341-7533。
3. ↑  ハロルド・スミス、日本映画データベース、2010年7月23日閲覧。
4. 1 2 3  Harold Smith, キネマ旬報映画データベース、2010年7月23日閲覧。
5. 1 2  情熱の砂漠、キネマ旬報映画データベース、2010年7月23日閲覧。
6. 1 2 3  タランガ、キネマ旬報映画データベース、2010年7月23日閲覧。
7. ↑  The Devil's Pit - IMDb（英語）, 2010年7月23日閲覧。